# 闵行福音堂
闵行福音堂位于中国上海市闵行区马桥镇友好村华宁路245号东，为一座基督新教教堂。教堂初建于1984年6月，当时借用横泾河东一间房屋聚会，1995年征地三亩建造新堂，同年12月17日开始聚会。

## 开放时间
周日8：30—10：30 主日崇拜